# 杨永茂
杨永茂（1947年10月—），黑龙江巴彦人；哈尔滨师范大学夜大学中文专业在职班毕业，哈尔滨工业大学管理学院硕士研究生。1965年加入中国共产党；是中共第十六届中央委员会候补委员。曾任中共陕西省委副书记，省人大常委会常务副主任、党组书记，中共黑龙江省委常委、哈尔滨市委书记等职。

## 从政经历
杨永茂曾长期在家乡工作；从农村基层做起，在共青团系统获得提拔，后官至中共黑龙江省委常委、哈尔滨市委书记，前后近三十年。这期间，历任巴彦县共青团委副书记，黑龙江团省委组织部干事、副部长、部长，团省委副书记、兼秘书长；1985年，出任黑龙江省物价局副局长；1990年，任中共双鸭山市委书记；1996年，任中共黑龙江省委党校党委书记、省委秘书长兼省直机关工委书记；1998年4月，当选中共黑龙江省委常委；2002年3月起，兼任中共哈尔滨市委书记。
2003年12月，杨永茂调任中共陕西省委副书记、省委党校校长（至2007年5月）；2007年2月，被增补为政协第九届陕西省委员会副主席；2008年1月，当选第十一届陕西省人大常委会副主任、并兼任省人大常委会党组副书记；2010年2月，被任命为第十一届全国人大农业与农村委员会委员。